# WALL·E

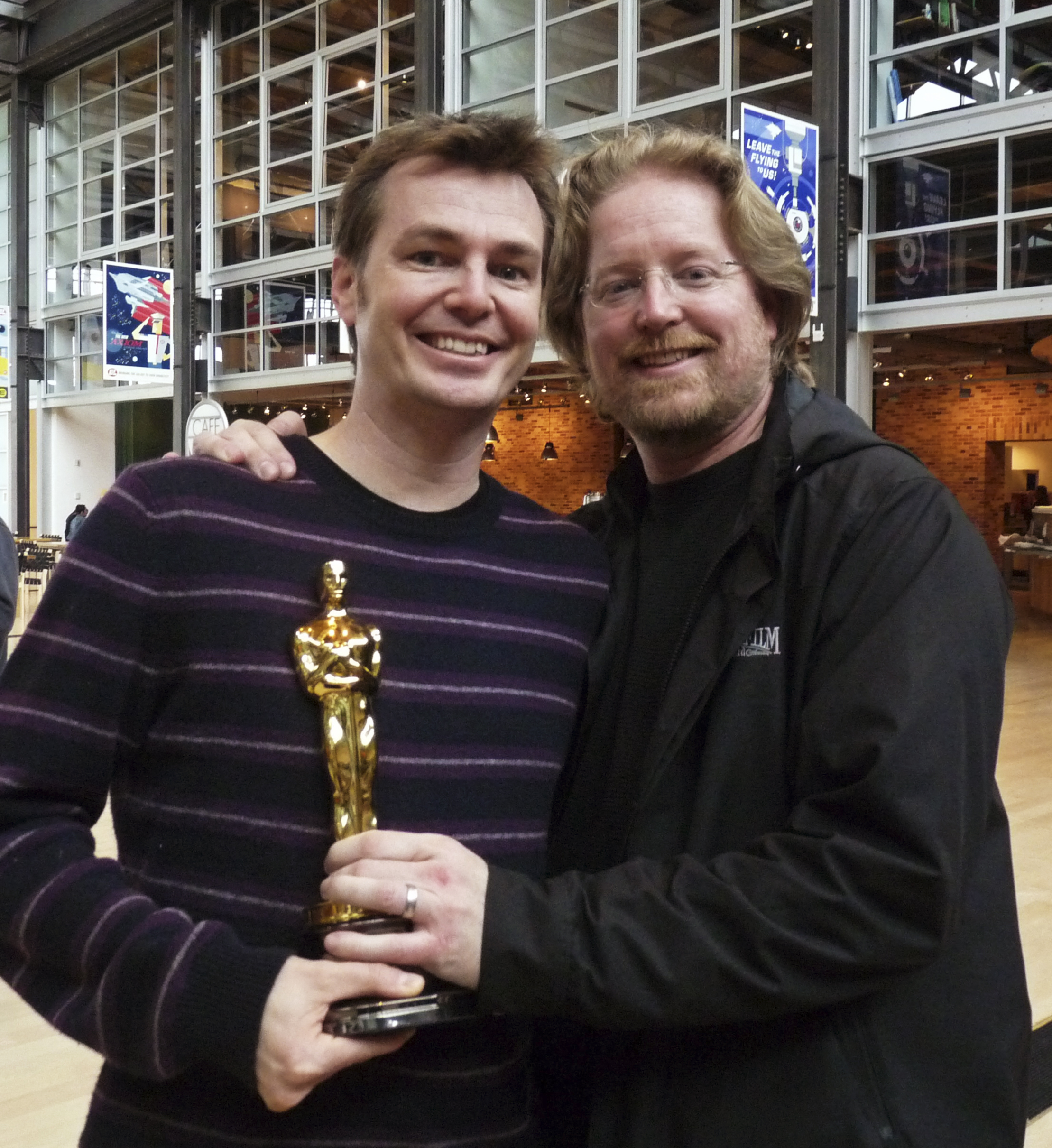
Reżyser filmu Andrew Stanton i główny animator Victor Navone wraz z Oscarem dla najlepszego filmu animowanego

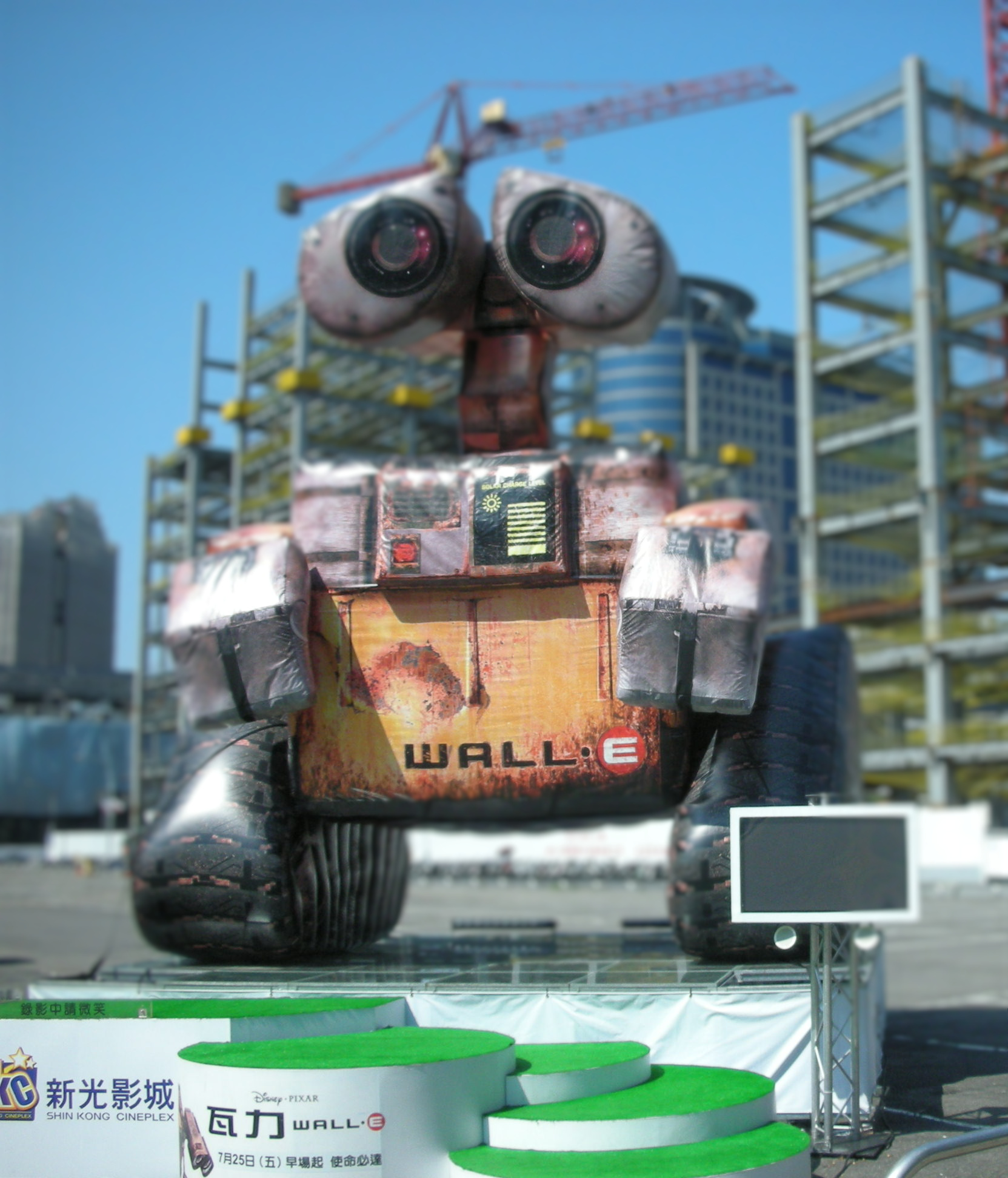
Podobizna robota WALL-E

WALL·E – amerykański film animowany z 2008 roku wyprodukowany przez wytwórnię Pixar Animation Studios i Walt Disney Pictures, wyreżyserowany przez Andrew Stantona. Światowa premiera miała miejsce 27 czerwca 2008, natomiast polska wersja dubbingowana trafiła do kin 18 lipca 2008.
WALL·E przedstawia dystopijną wizję Ziemi, która stała się wysypiskiem śmieci, a ludzie uciekają z niej na pokładzie luksusowego statku kosmicznego, aby oddać się beztroskiemu konsumpcjonizmowi. Poprzez postać tytułowego robota, produkcja eksploruje tematykę odnowy ekologicznej i konieczności zmiany postaw ludzi w celu powrotu do bardziej naturalnego stanu planety. Film zdobył uznanie krytyków; według serwisu Rotten Tomatoes 95% z 262 recenzji było pozytywnych. Jako pierwszy film animowany w historii został wyróżniony sześcioma nominacjami do Oscara. Od Akademii Filmowej otrzymał statuetkę dla najlepszego filmu animowanego. Łącznie z Oscarem, WALL·E otrzymał 47 prestiżowych nagród na festiwalach filmowych i muzycznych z całego świata.
Film otrzymał pierwsze miejsce na liście „Best Movies of the Decade”, największego amerykańskiego tygodnika „Time”, która przedstawia najlepsze filmy w historii kinematografii według dekad. Został uznany przez amerykańskich krytyków filmowych z tego magazynu za najlepszy film pierwszej dekady XXI wieku.

## Fabuła
Akcja filmu dzieje się w 2805 roku. Od początku 22 stulecia korporacja Buy N’ Large Corporation (BNL) zarządzając Ziemią, doprowadziła do pokrycia powierzchni całej planety śmieciami. W roku 2105 ludność ewakuowano na czas operacji Miotła na luksusowy kosmiczny liniowiec pasażerski – Aksjomat. Roboty klasy WALL·E miały wszystko posprzątać i w ciągu pięciu lat uczynić Ziemię zdatną do życia. Plan upadł, kiedy Ziemię uznano za zbyt zatrutą i ludzkość musiała pozostać w kosmosie na kolejne siedem stuleci.
WALL·E jest – najprawdopodobniej – ostatnim z robotów, który przetrwał, wykorzystując części zepsutych jednostek. W ciągu siedmiuset lat wykształciła się u niego zdolność okazywania uczuć i myślenia, które popchnęły go m.in. do stworzenia kolekcji rozmaitości oraz udomowienia karalucha.
Pewnego dnia niedaleko jego „domu” ląduje prom kosmiczny należący do BNL, którego pasażerka, robot EWA, ma za zadanie skanować powierzchnię w poszukiwaniu roślin, aby dać odpowiedź na pytanie, czy możliwy jest powrót ludzi na Ziemię. Początkowo nieufna w stosunku do WALL·E-ego, zaprzyjaźnia się z nim. Gdy WALL·E pokazuje EW-ie swoje najnowsze znalezisko – zasadzoną w starym bucie roślinę – EWA odbiera roślinę WALL·E-emu, wyłącza się i zostaje zabrana przez prom kosmiczny. Nie chcąc rozstać się z EW-ą, WALL·E wspina się na prom kosmiczny. Statek startuje i leci przez kosmos na pokład Aksjomatu.

## Bohaterowie
- WALL·E (Wysypiskowy Automat Likwidująco-Lewarujący klasy E; ang. Waste Allocation Load Lifter – Earth Class) – główny i tytułowy bohater, robot zbierający śmieci i kompresujący je w kostki (które potem układa w wieże). Jest ciekawski i bardzo samotny – za jedynego towarzysza ma karalucha Hala. Potrzeby innych, zwłaszcza EW-y, przedkłada ponad własne.
- EWA (EWaluator Adaptacyjny; ang. EVE, Extraterrestrial Vegetation Evaluator) – sonda kosmiczna, przysłana ze statku Aksjomat.
- Kapitan B. McCrea – kapitan Aksjomatu.
- Autopilot „AUTO” – robot zawiadujący działaniem Aksjomatu. Szara eminencja, jego prawdziwe zadanie utajniono nawet przed kapitanem. W końcu na rozkaz kapitana ujawnia tajną wiadomość na temat zakończenia akcji „Miotła” bez sukcesu i wprowadzenie wytycznej A113. Zostaje przed zakończeniem filmu wyłączony przez kapitana. Postać nawiązująca do komputera HAL 9000 z filmu 2001: Odyseja kosmiczna.
- M-O (Obturator Mikrobów; ang. Microbe Obliterator) – robot czyszczący na pokładzie Aksjomatu. Zaprogramowany na obsesyjno-kompulsyjne pucowanie wszystkiego, co brudne.
- Qrier – robot-pomocnik Kapitana i Autopilota. Wskutek zaatakowania autopilota przez kapitana Aksjomatu Qrier został wyrzucony przez okno, a następnie spadł prosto na pokład.
- Karaluch Hal – „zwierzątko” WALL·E-go. Przedstawiony, zgodnie z popkulturowym obrazem karalucha, jako niezniszczalny.
- WALL-A (Wysypiskowy Automat Likwidująco-Lewarujący klasy A, ang. Waste Allocation Load Lifter – Axiom Class) – ogromne maszyny wyglądem przypominające WALL·E, lecz dużo od niego większe. Ich zadaniem jest opróżnianie wysypiska śmieci na Aksjomacie. W filmie występują tylko dwa ich przedstawiciele.
- Shelby Forthright – prezes BNL za XXII wieku. Jest bardzo optymistyczny i założył wytyczną A113 – „Autopiloci – wy rządzicie”.
- Janusz – jeden z mieszkańców Aksjomatu. Podczas jechania na poduszkowym fotelu, mówi WALL·E-emu by zabrał jego picie. Mimo to robot tego nie robi, a on wypada z fotela.

## Obsada
- Ben Burtt – WALL·E
- Elissa Knight – EVE (EWA)
- Jeff Garlin – kapitan B. McCrea
- Fred Willard – Shelby Forthright
- John Ratzenebreger – John (Janusz)
- Kathy Najimy – Mary (Marysia)
- Sigourney Weaver – komputer pokładowy

### Wersja polska
- Waldemar Barwiński – WALL·E
- Agnieszka Judycka – EWA
- Cezary Żak – kapitan B. McCrea
- Danuta Stenka – komputer
- Jacek Mikołajczak – AUTO
- Anna Dymna – Marysia
- Andrzej Blumenfeld – Janusz
- Miłogost Reczek – Shelby Forthright
- Łukasz Lewandowski – M-O

## Wyróżnienia
Oscary 2008
- najlepszy film animowany – Andrew Stanton (nagroda)
- najlepsza muzyka – Thomas Newman (nominacja)
- najlepsza piosenka – Down to Earth – muzyka: Peter Gabriel, Thomas Newman; słowa: Peter Gabriel (nominacja)
- najlepszy scenariusz oryginalny – Andrew Stanton, Jim Reardon(inne języki) i Pete Docter (nominacja)
- najlepszy dźwięk – Ben Burtt, Tom Myers, Michael Semanick i Matthew Wood (nominacja)
- najlepszy montaż dźwięku – Ben Burtt i Matthew Wood (nominacja)

Złote Globy 2008
- najlepszy film animowany – Andrew Stanton (nagroda)
- najlepsza piosenka – Down to Earth – muzyka: Peter Gabriel, Thomas Newman; słowa: Peter Gabriel (nominacja)

BAFTA 2008
- najlepszy film animowany – Andrew Stanton (nagroda)
- najlepsza muzyka – Thomas Newman (nominacja)
- najlepszy dźwięk – Ben Burtt, Tom Myers, Michael Semanick i Matthew Wood (nominacja)

Satelita 2008
- najlepszy film animowany lub produkcja wykorzystująca live-action – Andrew Stanton (nagroda)
- najlepsza muzyka – Thomas Newman (nominacja)
- najlepsza piosenka – Down to Earth – Peter Gabriel (nominacja)
- najlepszy dźwięk – Ben Burtt i Matthew Wood (nominacja)

Grammy 2009
- najlepsza piosenka filmowa – Down to Earth – Peter Gabriel i Thomas Newman (nagroda)
- najlepsza aranżacja instrumentalna – Define Dancing – Thomas Newman i Peter Gabriel (nagroda)
- najlepszy soundtrack – Thomas Newman (nominacja)

Hugo 2009
- najlepsza prezentacja dramatyczna (długa forma) – Andrew Stanton, Jim Reardon i Pete Docter (nagroda)

Nebula 2008
- najlepszy scenariusz – Andrew Stanton, Jim Reardon i Pete Docter (nagroda)